# Bezirk Jaworów

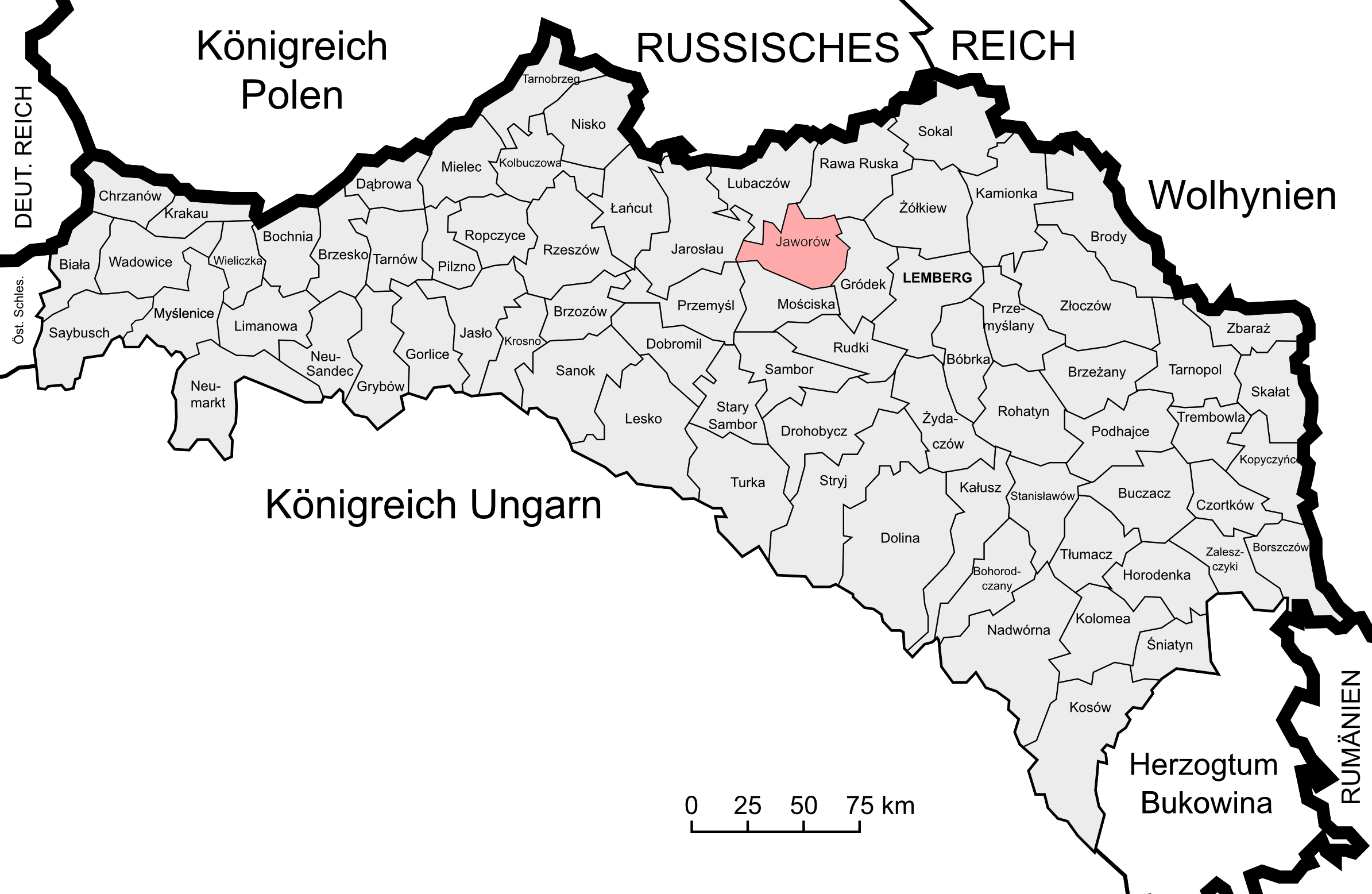
Lage des Bezirks Jaworów im Kronland Galizien und Lodomerien

Der Bezirk Jaworów war ein politischer Bezirk im Kronland Galizien und Lodomerien. Sein Gebiet umfasste Teile Ostgaliziens in der heutigen Westukraine (Oblast Lwiw, Rajon Jaworiw und Rajon Horodok) und Polen (Woiwodschaft Karpatenvorland, Powiat Lubaczowski). Sitz der Bezirkshauptmannschaft war die Stadt Jaworów. Im November 1918 war der Bezirk nach dem Zusammenbruch der Donaumonarchie am Ende des Ersten Weltkriegs kurzzeitig Teil der Westukrainischen Volksrepublik.
Er grenzte im Norden an den Bezirk Rawa Ruska, im Osten und Südosten an den Bezirk Gródek Jagielloński, im Süden an den Bezirk Mościska sowie im Westen an den Bezirk Jaroslau.

## Geschichte
Ein Vorläufer des späteren Bezirks (Verwaltungs- und Justizbehörde zugleich) wurde zum Ende des Jahres 1850 geschaffen, die Bezirkshauptmannschaft Jaworów war dem Regierungsgebiet Lemberg unterstellt und umfasste folgende Gerichtsbezirke:
- Gerichtsbezirk Jaworów
- Gerichtsbezirk Krakowiec
- Gerichtsbezirk Niemirów

Nach der Kundmachung im Jahre 1854 kam es am 29. September 1855 zur Einrichtung des Bezirksamtes Jaworów (weiterhin für Verwaltung und Gerichtsbarkeit zuständig) innerhalb des Kreises Przemyśl.
Nachdem die Kreisämter Ende Oktober 1865 abgeschafft wurden und deren Kompetenzen auf die Bezirksämter übergingen, schuf man nach dem Österreichisch-Ungarischen Ausgleich 1867 auch die Einteilung des Landes in zwei Verwaltungsgebiete ab. Zudem kam es im Zuge der Trennung der politischen von der judikativen Verwaltung zur Schaffung von getrennten Verwaltungs- und Justizbehörden. Während die gerichtliche Einteilung weitgehend unberührt blieb, fasste man Gemeinden mehrerer Gerichtsbezirke zu Verwaltungsbezirken zusammen.
Der neue politische Bezirk Jaworów wurde aus folgenden Bezirken gebildet:
- Bezirk Jaworów (mit 25 Gemeinden)
- Bezirk Krakowiec (mit 29 Gemeinden)
- Teilen des Bezirks Janów (Gemeinden Starzyska Wola und Korniki, Wiszenka)

Der Bezirk Jaworów bestand bei der Volkszählung 1910 aus 73 Gemeinden sowie 52 Gutsgebieten und umfasste eine Fläche von 1005 km². Hatte die Bevölkerung 1900 noch 78.002 Menschen umfasst, so lebten hier 1910 86.720 Menschen. Auf dem Gebiet lebten dabei mehrheitlich Menschen mit ruthenischer Umgangssprache (78 %) und griechisch-katholischem Glauben, Juden machten rund 7 % der Bevölkerung aus.

## Ortschaften
Auf dem Gebiet des Bezirks bestanden 1910 Bezirksgerichte in Jaworów und Krakowiec, diesen waren folgende Orte zugeordnet:
Gerichtsbezirk Jaworów:
- Berdychów
- Bruchnal
- Cetula
- Czerczyk
- Czernilawa
- Czołhynie bestehend aus den Ortsteilen Czołhynie und Rułów
- Stadt Jaworów
- Jażów Nowy
- Jażów Stary
- Kurniki
- Laszki bestehend aus den Ortsteilen Czarnokońce und Laszki
- Mołoszkowice
- Moosberg bestehend aus den Ortsteilen Berdikau und Moosberg
- Mużyłowice Kolonia
- Mużyłowice Narodowe
- Nowosiółki
- Olszanica
- Ożomla
- Podłuby Wielkie
- Porudenko
- Porudno
- Przyłbice
- Rogóżno
- Schumlau
- Siedliska
- Starzyska
- Szkło
- Trościaniec
- Tuczapy
- Wierzbiany
- Wola Starzyska
- Załuże
- Zawadów
- Zbadyń

Gerichtsbezirk Krakowiec:
- Bonów
- Boża Wola
- Budomierz
- Budzyń
- Chotyniec
- Czaplaki
- Drohomyśl
- Fehlbach
- Gnojnice
- Hruszów
- Hruszowice
- Huki
- Kłonice
- Kobylnica Ruska
- Kobylnica Wołoska
- Kochanówka
- Markt Krakowiec
- Lubienie
- Młyny
- Morańce
- Nahaczów
- Przedbórze
- Rehberg
- Ruda Kochanowska
- Ruda Krakowiecka
- Sarny
- Semerówka
- Skolin
- Świdnica
- Szczepłoty
- Markt Wielkie Oczy
- Wilcza Góra
- Wola Gnojnicka
- Wulka Rosnowska
- Wulka Zmijowska
- Zmijowiska